# Monteneuf
Monteneuf (bretonisch Monteneg) ist eine französische Gemeinde mit 760 Einwohnern (Stand 1. Januar 2022) im Département Morbihan in der  Bretagne in Frankreich.
Monteneuf gehört zum Gebiet der Bretagne, in dem Gallo gesprochen wurde.

## Geographie
Monteneuf liegt rund 15 Kilometer südöstlich von Ploërmel im Osten des Départements Morbihan. An der westlichen Gemeindegrenze verläuft der Fluss Rahun.
Nachbargemeinden sind Porcaro im Norden, Guer im Osten, Carentoir im Süden, Réminiac im Südwesten sowie Augan im Nordwesten.

Menhire von Monteneuf

## Bevölkerungsentwicklung
| Jahr                       | 1962 | 1968 | 1975 | 1982 | 1990 | 1999 | 2006 | 2012 | 2019 |
| Einwohner                  | 923  | 842  | 805  | 722  | 713  | 660  | 707  | 763  | 756  |
| Quellen: Cassini und INSEE |      |      |      |      |      |      |      |      |      |

## Sehenswürdigkeiten
- Schloss La Voltais aus dem 15. Jahrhundert (1721 und 1737 erweitert)
- Kirche Saint-Michel (Glockenturm aus dem 18. Jahrhundert; die Kirche im neoromanischen Stil von 1947)
- Kapellen von Le Bas Trézon (1569), La Voltais (17. Jahrhundert) und Saint-Martin (17. Jahrhundert)
- Schloss Kervézec aus dem Jahr 1830
- Quelle Saint-Michel
- Zwei Kreuze aus dem 16. Jahrhundert
- Steinreihe Pierres Droites mit 420 Menhiren in La Verrie
- Menhir Chomet de Coëplan
- Galeriegräber: La Loge Morinais, La Pièce couverte und Les Bordouès (auch La Grée Basse genannt).

Quelle:

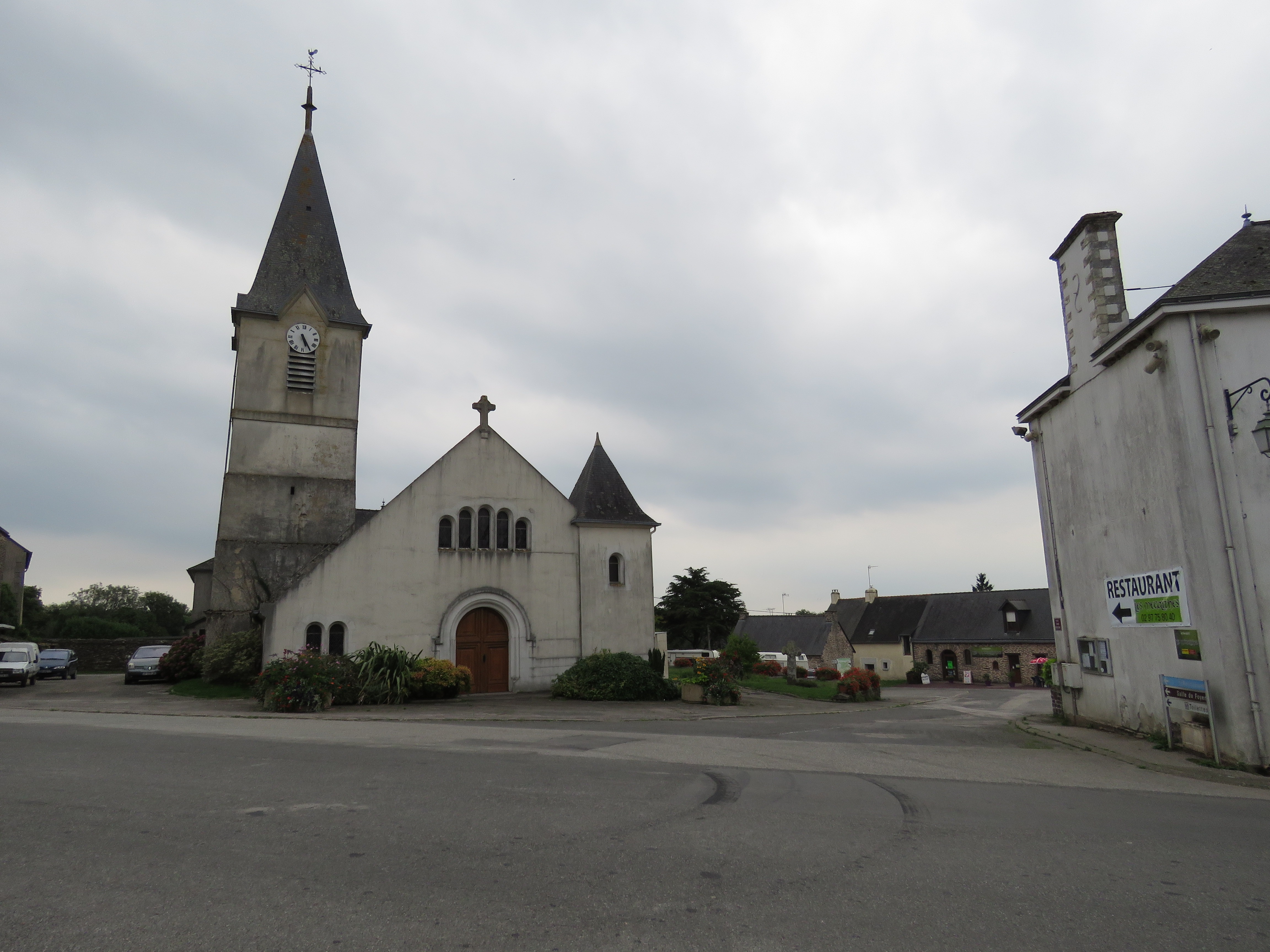
Kirche Saint-Michel
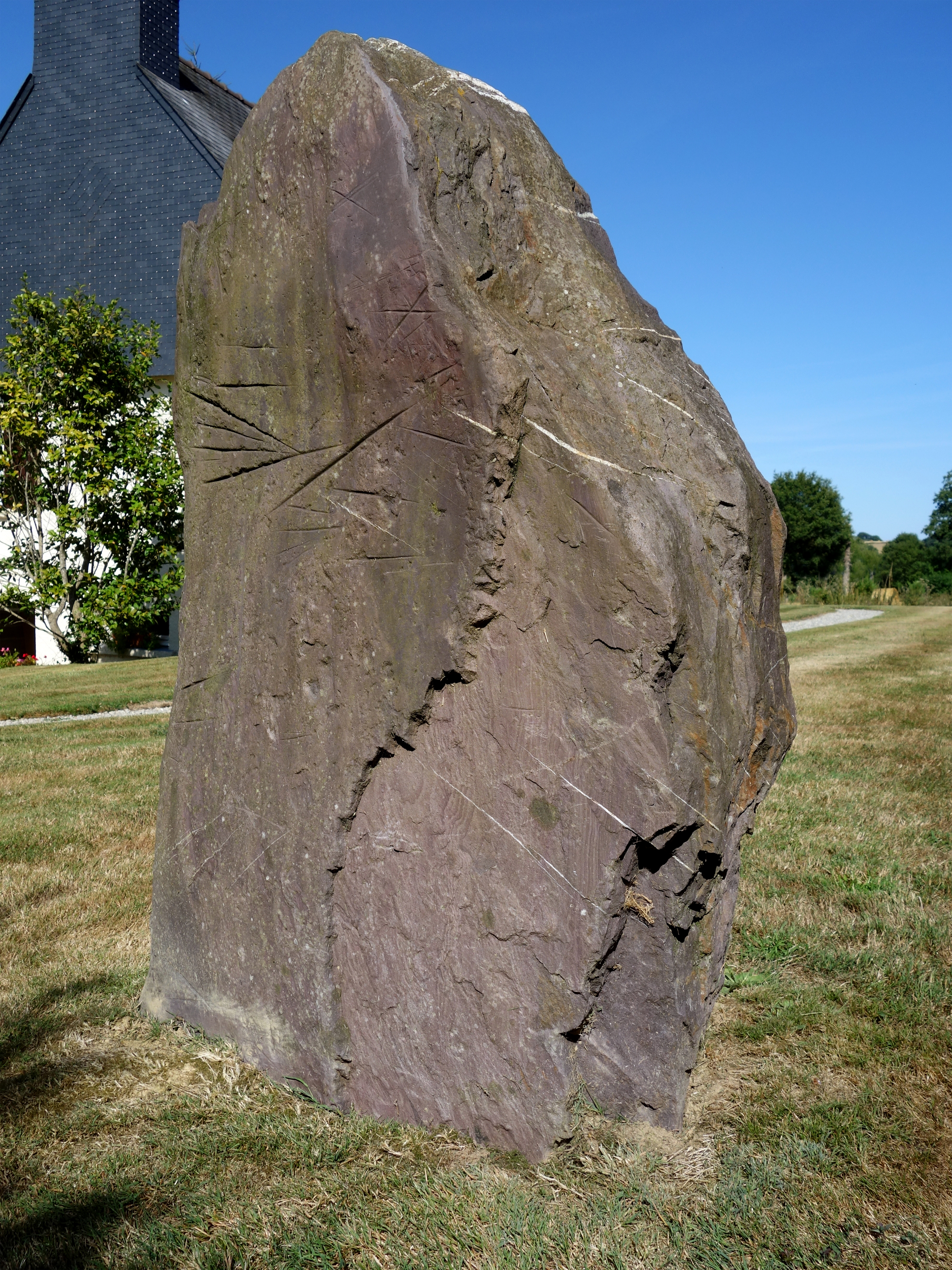
Polissoir von Trézon - nordwestlich von Monteneuf
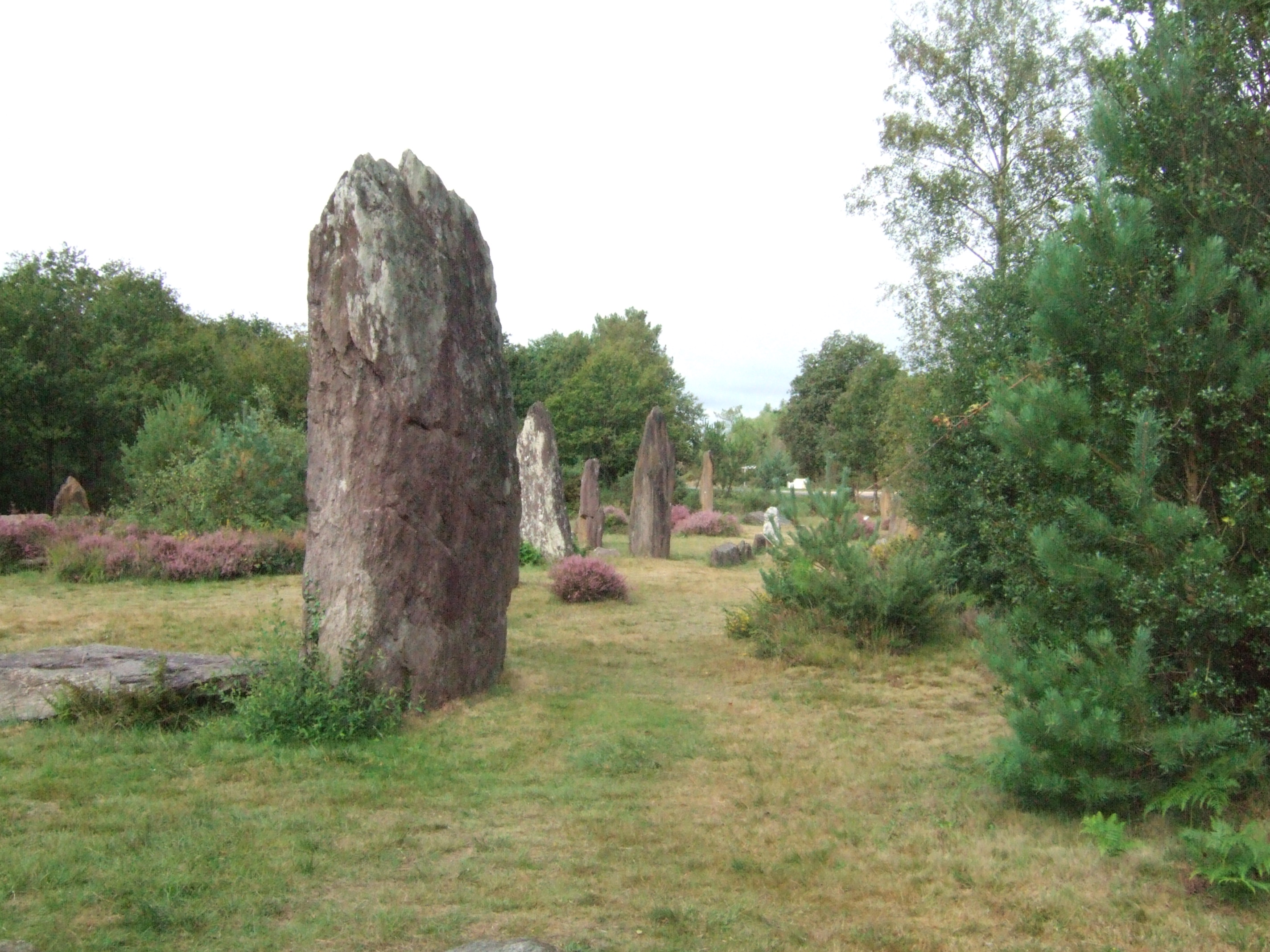
Megalithen Les Pierres Droites in der Réserve naturelle régionale des Landes de Monteneuf
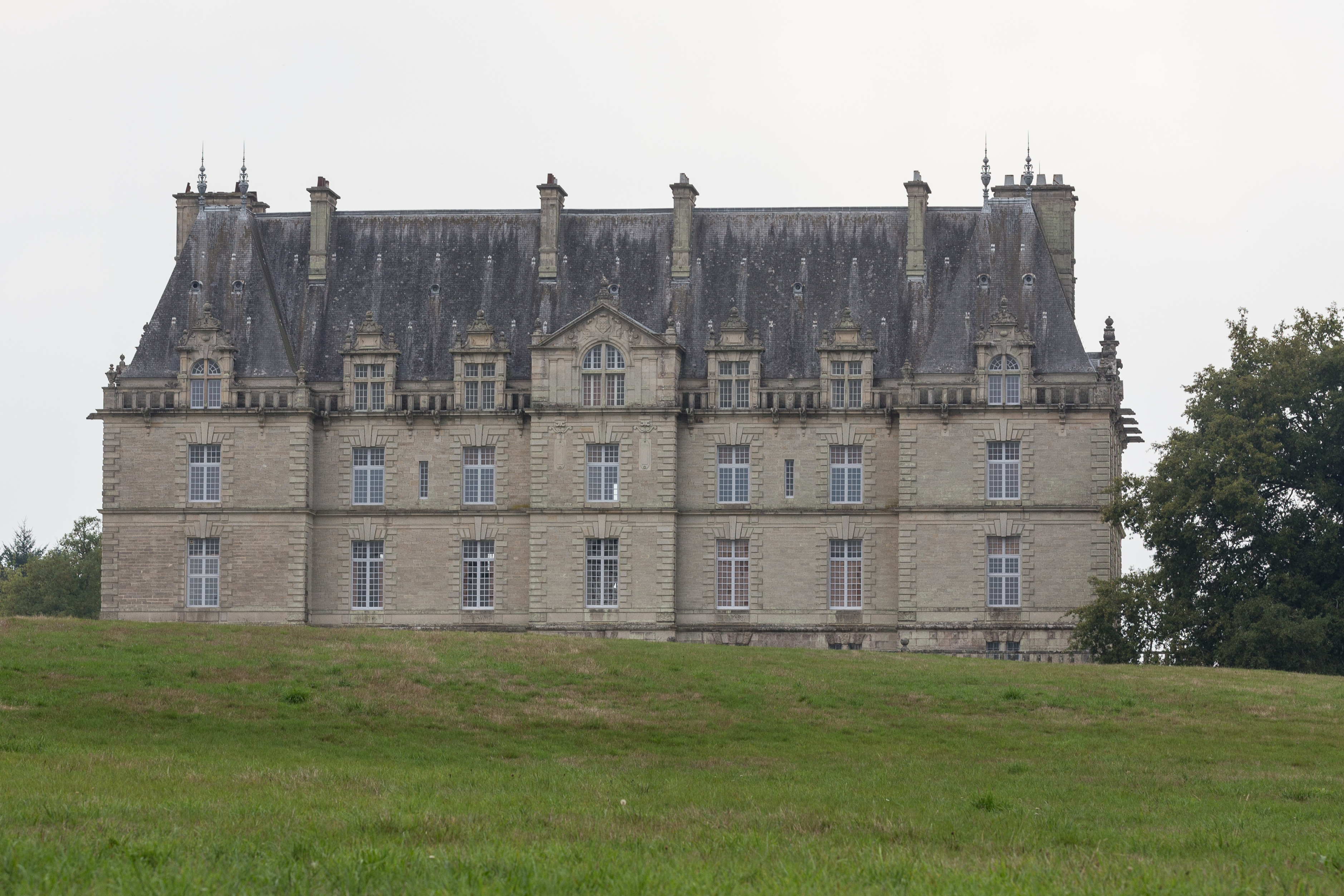
Schloss La Grée de Callac
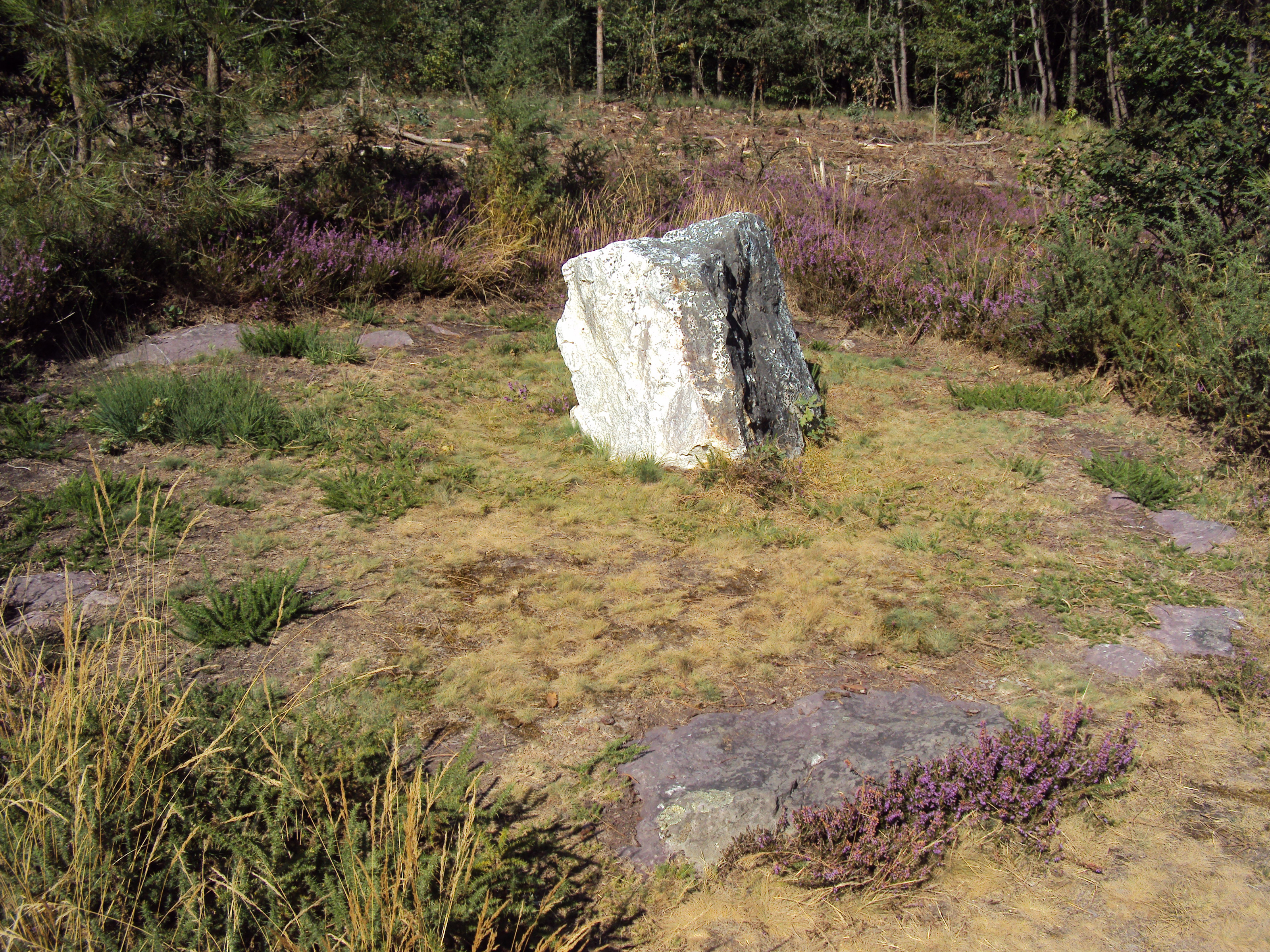
Der weiße Stein von Monteneuf